# جون غرانت (كاتب بريطاني)
جون غرانت (بالإنجليزية: John Grant)‏ هو كاتب بريطاني، ولد في 22 مايو 1930، وتوفي في 23 فبراير 2014.

## وصلات خارجية
- جون غرانت (كاتب بريطاني) على موقع ميوزك برينز (الإنجليزية)